# یواس‌اس مدوکس (دی‌دی-۱۶۸)
یواس‌اس مدوکس (دی‌دی-۱۶۸) (به انگلیسی: USS Maddox (DD-168)) یک کشتی بود که طول آن ۹۵٫۸۳ متر (۳۱۴٫۴ فوت) بود. این کشتی در سال ۱۹۱۸ ساخته شد.